# ムジハラファイアサラマンダー
Salamandra infraimmaculataは、イモリ科に属する種の一つ。イランやイラク、イスラエル、レバノン、シリア、トルコに分布する。亜熱帯や熱帯の灌木地のほか、河川や湧水地に生息するものの生息地の減少が危惧されている。

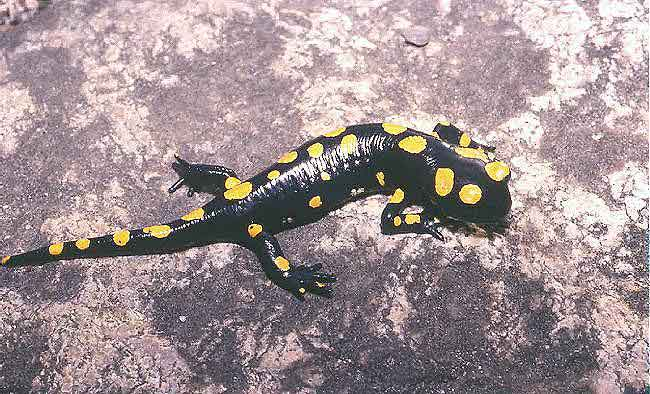
Salamandra infraimmaculata